# Grand Isle (film)
Grand Isle è un film del 2019 diretto da Steven S. Campanelli.

## Trama
Buddy si ritrova alla centrale di polizia e deve scagionarsi dall'accusa di omicidio. 
In giornata gli era stato commissionato un lavoro nel giardino di Walter, ed avevano scoperto anche di aver avuto un passato nell'esercito. Ben presto iniziano a succedere stranezze: Fancy, la moglie di Walter, si sente trascurata e manifesta interesse per il ragazzo; questi rimane suo malgrado bloccato nella casa per l'imminente arrivo di una tempesta tropicale e deve dimenarsi tra la nuova scontrosità dell'uomo e le avances della moglie. 
Walter continua a confonderlo alternando momenti più confidenziali e distensivi e gli propone addirittura di sopprimere Fancy adducendo che sia malata. Buddy finge di concretizzare ma si ribella ed immobilizza l'uomo dopo una colluttazione; ma il veterano, ora isterico, gli suggerisce di controllare lo scantinato. Qui scopre un altro ragazzo prigioniero e scopre che non era l'unico. 
Buddy viene poi aggredito ed abbandonato in un'auto insieme al cadavere del ragazzo da lui trovato in cantina. Viene così trovato dalla polizia che lo incrimina per l'uccisione del ragazzo.
Mentre un poliziotto crede di aver inchiodato Buddy, una collega presume che ci sia un collegamento con un cold case, e con un mandato di perquisizione appurano che il ragazzo ha visto giusto. Alla coppia (ora riconciliata nella follia) non resta che tentare la fuga; Fancy viene catturata ed internata in una clinica psichiatrica e Walter fugge, salvo rapire la famiglia di Buddy per ricattarlo. Quando sono faccia a faccia, dopo un breve confronto, sceglie di suicidarsi lasciandosi sparare dai poliziotti, desiderando una fine da soldato.